# Aitana Bonmatíová
Aitana Bonmatíová Concaová (* 18. ledna 1998 Sant Pere de Ribes) je katalánská profesionální fotbalistka ze Španělska, která hraje jako záložnice v Lize F za FC Barcelonu a za národní tým Španělska. Zastupuje také katalánskou reprezentaci. Je považována za jednu z nejlepších hráček ženského fotbalu všech dob. Za sezónu 2022/2023 získala Zlatý míč a byla vyhlášena Nejlepší ženskou hráčkou FIFA V dubnu 2024 obdržela cenu Laureus pro nejlepší sportovkyni roku 2023.
V roce 2024 také získala Zlatý míč.